# Clément Champoussin
Clément Champoussin, född den 9 maj 1998 i Nice, är en fransk tävlingscyklist som sedan 2018 kör för AG2R Citroën Team (elit sedan den 1 april 2020, dessförinnan i U23-laget).

## Meriter
2016
Vinnare av franska mästerskapen i mountainbike cross-country för juniorer
2018
Femma totalt i Tour de l'Avenir
2019
Vinnare  totalt av Giro del Friuli-Venezia Giulia
Vinnare av  poängtävlingen
Vinnare av etapperna 1 och 4
Trea totalt i Ronde de l'Isard
Fyra totalt i Tour de l'Avenir
Nia i Gran Piemonte
2020
Ätta totalt i Luxemburg runt
2021
Vinnare av etapp 20 av Vuelta a España
Tvåa i Faun-Ardèche Classic
Fyra i Trofeo Laigueglia
Sexa totalt i Tour de l'Ain